# Gustavo Orellana
Gustavo Adolfo Orellana Magallanes (Guayaquil, Ecuador; 1941 - Guayaquil, Ecuador; 2020), fue un docente, arquitecto y cantante ecuatoriano, que dedicó casi 50 años de su vida a la docencia del Colegio Nacional Vicente Rocafuerte y los últimos años de su vida a la música.

## Biografía
Desde niño, su padre, el cantante Juan Orellana Junco, le inculcó el amor a la música, sin embargo Gustavo no hacía música. A raíz de la muerte de su padre en 1996, cuando Gustavo tenía en ese entonces 55 años de edad, dijo que en ese momento sintió la música en su alma y que heredó ese espíritu, por lo que comenzó su carrera musical como cantante después de sentir que le hacía falta oír la voz de su padre.
Durante el gobierno de Jaime Roldós, fue Secretario de Deportes y Recreación.
Participó en el Festival OTI de la Canción de 1996, con el tema Canción de amor al viento, quedando entre los temas escogidos.
Se dedicó a la docencia en el Colegio Nacional Vicente Rocafuerte, del cual fue alumno, durante casi cincuenta años y antes de cumplir su boda de oro como catedrático en 2011, se jubiló a pedido de las autoridades del Ministerio de Educación. Esto hizo que se centre por completo al canto. También fue miembro de la Fundación Colegio Nacional Vicente Rocafuerte (Conaviro) junto a otros exalumnos como Jorge Moreno Guerrero, Gustavo Triviño, Santiago Yépez, Iván Lascano, Enrique Jiménez, Rafael Santelices, Ricardo Vasconcellos, entre otros, donde realizaban eventos deportivos con alumnos y exalumnos de todas las edades. Él junto a Vasconcellos, querían recuperar el nombre original del colegio y sus eventos deportivos, que le fueron suprimido sin mayor importancia durante el gobierno de la revolución ciudadana que dio fin a los campeonatos intercolegiales. También, junto a la fundación, en 2015, se pidió públicamente que se respete el tradicional nombre del estadio Miguel Roque Salcedo del colegio en su reinauguración, quien lleva el nombre en homenaje a un destacado deportista, docente y motivador deportivo del pantel en los años veinte. El 18 de octubre de 2015, la Fundación Conaviro realizó un campeonato de balompié en honor y tres profesores, entre los que estaba él, Alfredo García y Enrique Salcedo Arce, donde Orellana fue quien inició la inauguración del campeonato, siendo el campeonato de la división 40-46 años en su honor. En agosto de 2016, se realizó otro torneo en homenaje a él y a Enrique Salcedo Arce, en las canchas de la Ciudad Deportiva Carlos Pérez Perasso. En 2018, fue parte de una comisión, junto a Otón Chávez Pazmiño, Aldo Vanoni, Ricardo Vasconcellos y al gestor de la idea, José Carbo Robles, coordinada por Iván Lascano, de fundar el Salón de la Fama del Deporte Vicentino, con la idea de perennizar la huella de los deportistas más destacados del plantel.
Obtuvo un Diplomado en Docencia Superior y trabajó como docente de la Facultad de Arquitectura en la Universidad de Guayaquil, hasta septiembre de 2012.
En marzo de 2013, participó en los premios Ascap, donde conoció al grupo mexicano Los Tigres del Norte y a Jorge Pinos, encargado de los shows de Gloria Estefan.
En 2014, durante un show por el día de las madres, sacó su segundo disco llamado Recordando el ayer, volumen 2, quel incluyó boleros como Amor mío, Cómo fue, Espérame en el cielo, No sé qué pasa conmigo, Si me comprendieras y Sabor a mí. Grabó sus dos volúmenes de sus discos en la discográfica Ecuasound Productions, de su exalumno Iván Castro, en Estados Unidos. También compuso los temas Mi gran Guayaquil y Barcelona, el único campeón, dedicado al equipo de fútbol Barcelona Sporting Club.

## Muerte
Falleció en 2020, por complicaciones de COVID-19 causado por el virus del SARS-CoV-2 durante la pandemia de enfermedad por coronavirus en la ciudad de Guayaquil, Ecuador.